# Raffaello Silvestrini
Raffaello Silvestrini (Pistoia, 17 maggio 1868 – Perugia, 29 luglio 1959) è stato un medico italiano.

## Vita
Si laureò presso la facoltà di Medicina e Chirurgia dell'Università di Pisa, studiando prima con il prof. Giuseppe Guarnieri e poi con il prof. Pietro Grocco, clinico, semiologo e suo maestro, che seguì come assistente a Firenze. 
Nel 1906 divenne ordinario di Patologia Speciale Medica e Clinica Medica presso l'Università di Perugia e primario del reparto di medicina dell'ospedale della città umbra. Medico di vasti e profondi interessi pubblicò 138 lavori scientifici sui vari aspetti della clinica e della semeiotica medica. 
Fu rettore dell'Università di Perugia dal 1914 al 1916 e ufficiale medico sul fronte dell'Isonzo nella prima guerra mondiale ove comandò per parecchi mesi il 245º ospedale da campo. 
Tornò all'insegnamento e alla pratica medica nel primo dopoguerra. Fondò e diresse per anni, sino al pensionamento, la rivista scientifica La Diagnosi. 
Nel 1925 evidenziò nella peritonite il "segno" che da lui prese il nome ed è tuttora conosciuto come segno di Silvestrini; sempre in quel periodo definì assieme a L.Corda la sindrome di Silvestrini-Corda.
Nel 1907 fu iniziato in Massoneria nella Loggia "Valle del Chiento" di Camerino (Macerata) e poi si trasferì nella loggia Francesco Guardabassi di Perugia, fu socialista riformista partecipando con passione alle vicende politiche del suo tempo collaborando alla creazione del giornale Il Grifo Rosso. 
Firmò il manifesto degli intellettuali antifascisti promosso da Benedetto Croce ma giurò poi fedeltà al Re nel 1925 e al Fascismo nel 1931.
Si ritirò dall'insegnamento nel 1938; fu poi presidente dell'ONAOSI (Opera Nazionale di Assistenza agli Orfani dei Sanitari Italiani) dal 1945 al 1957. 
È morto a Perugia il 29 luglio 1959.
A lui è stato dedicato l'attuale ospedale di Perugia, al quale però è poi stato cambiato il nome.